# Șoimoș, Arad
Șoimoș (în maghiară Solymosvár, colocvial Solymos, în germană Schojmosch) este o localitate componentă a orașului Lipova din județul Arad, Crișana, România.
Cetatea Șoimoș este o impozantă construcție, cu rol de apărare,  amplasată pe o colină deasupra Văii Mureșului.

## Galerie de imagini

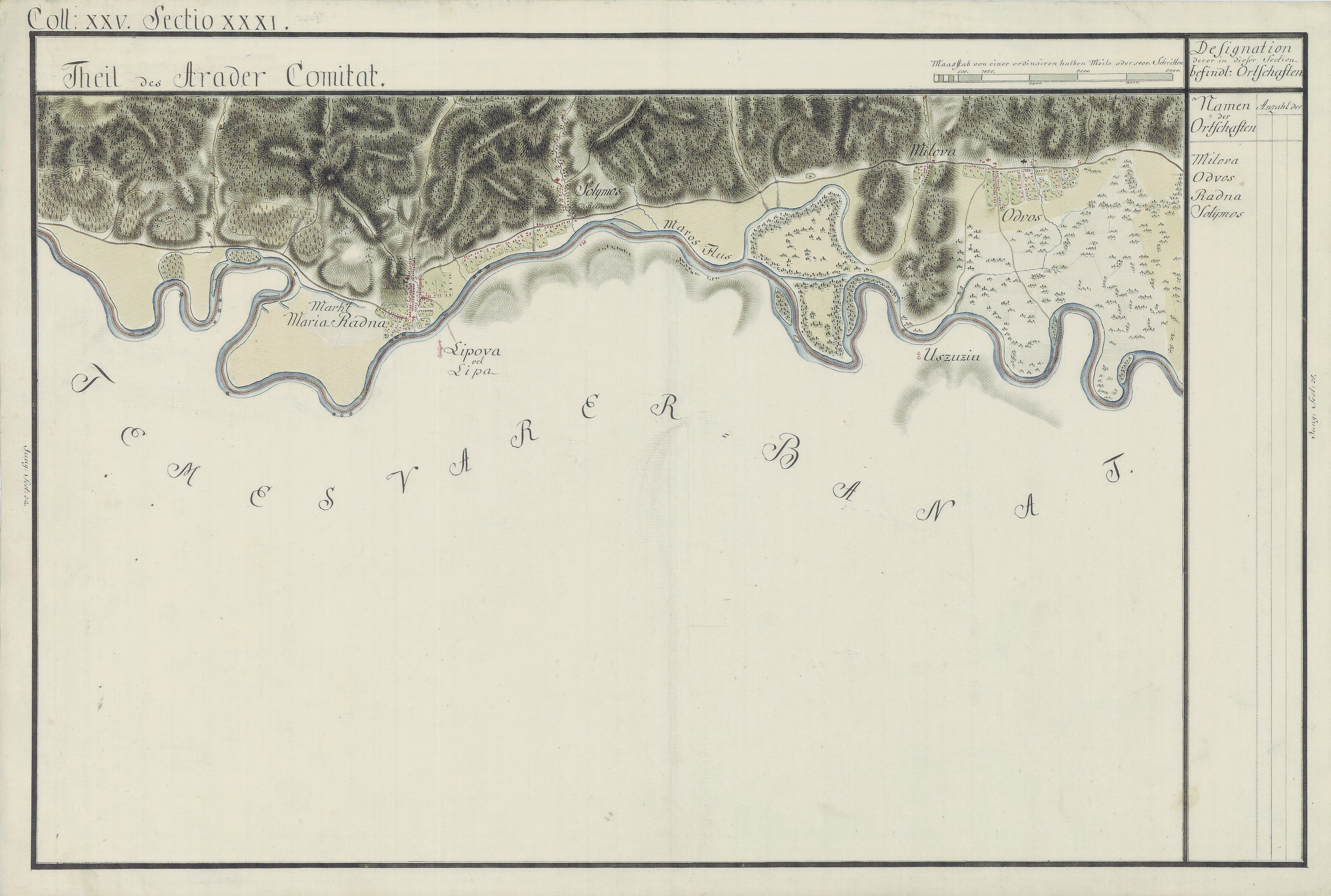
Șoimoș în Harta Iozefină a Comitatului Arad, 1782-85

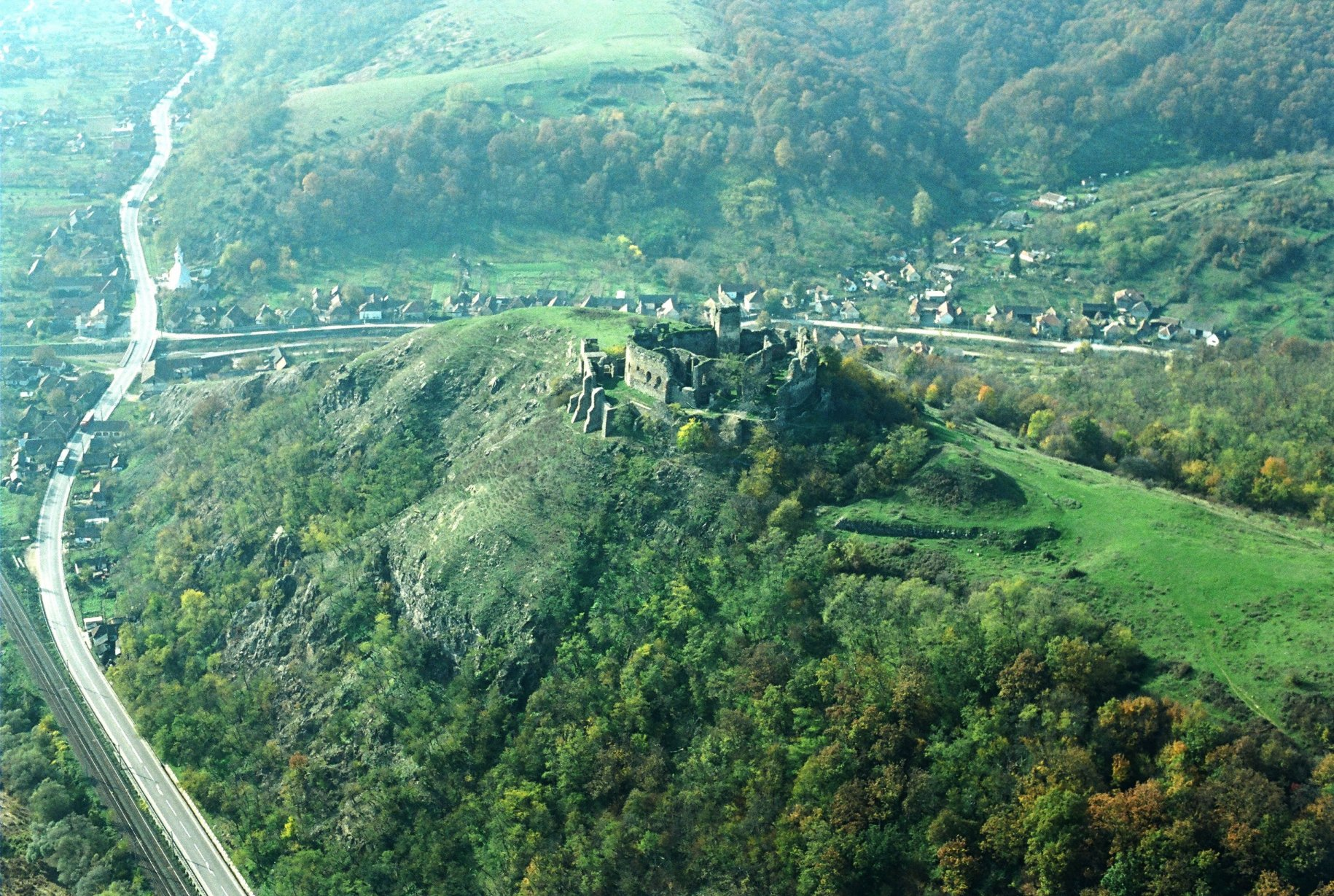

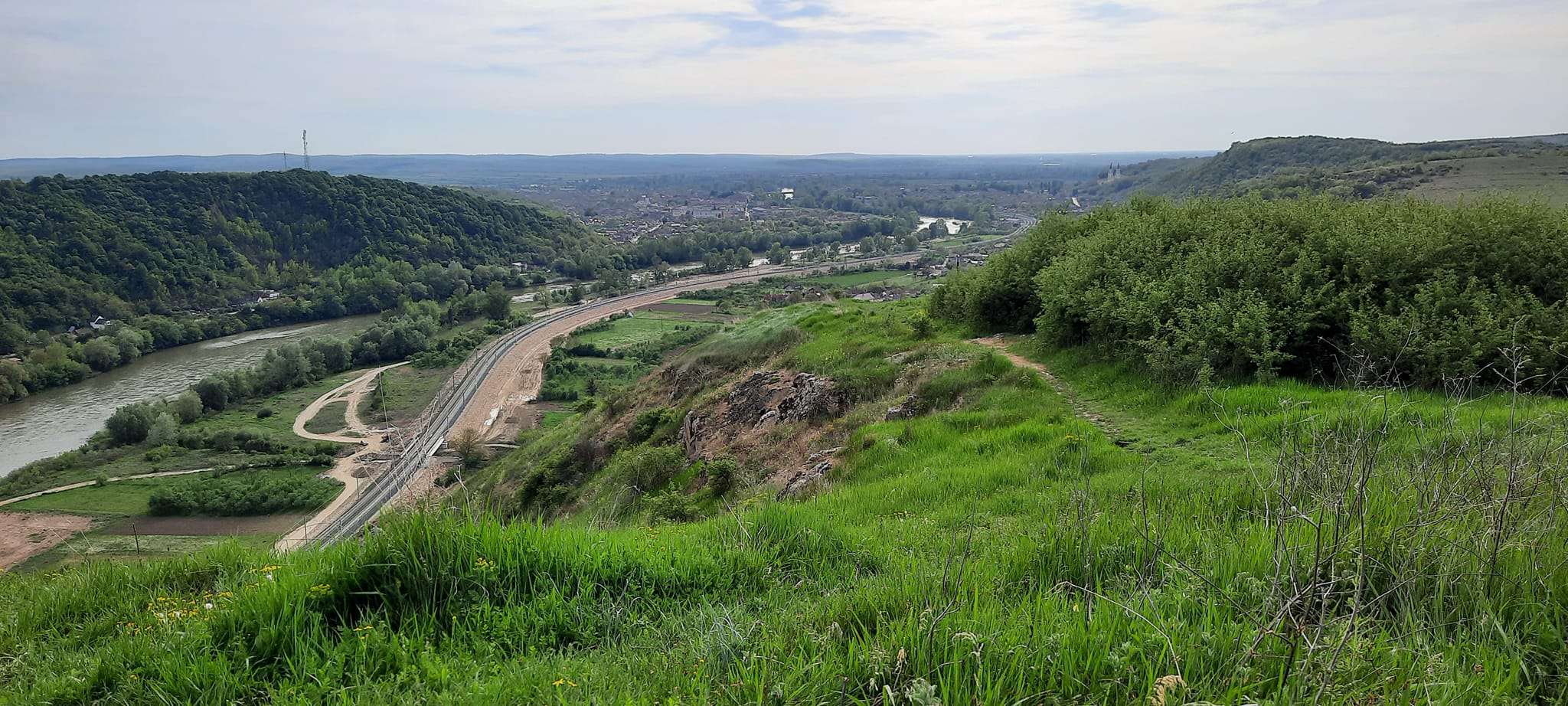
Vedere de pe Dealul Cetății

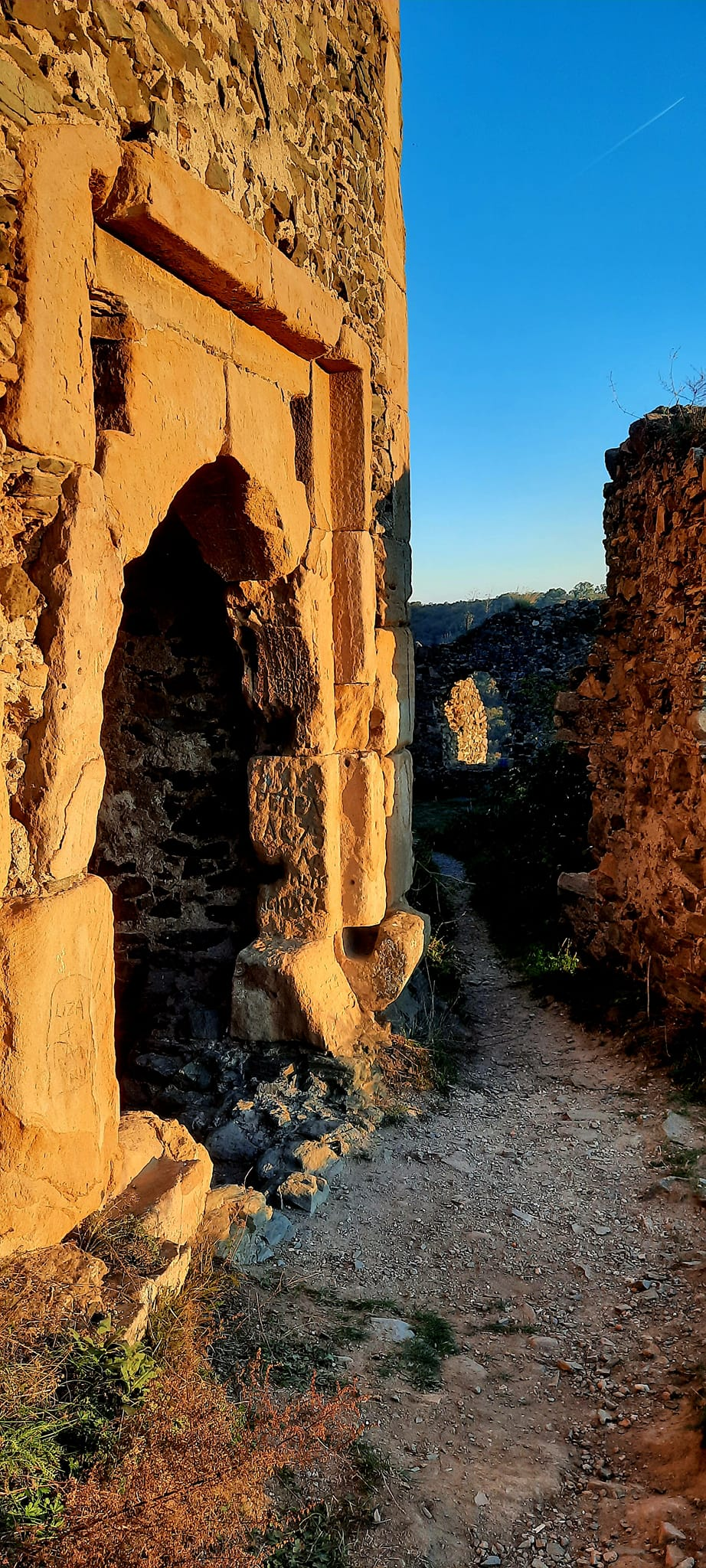
Poarta cetății (foto:Cristian Belean)
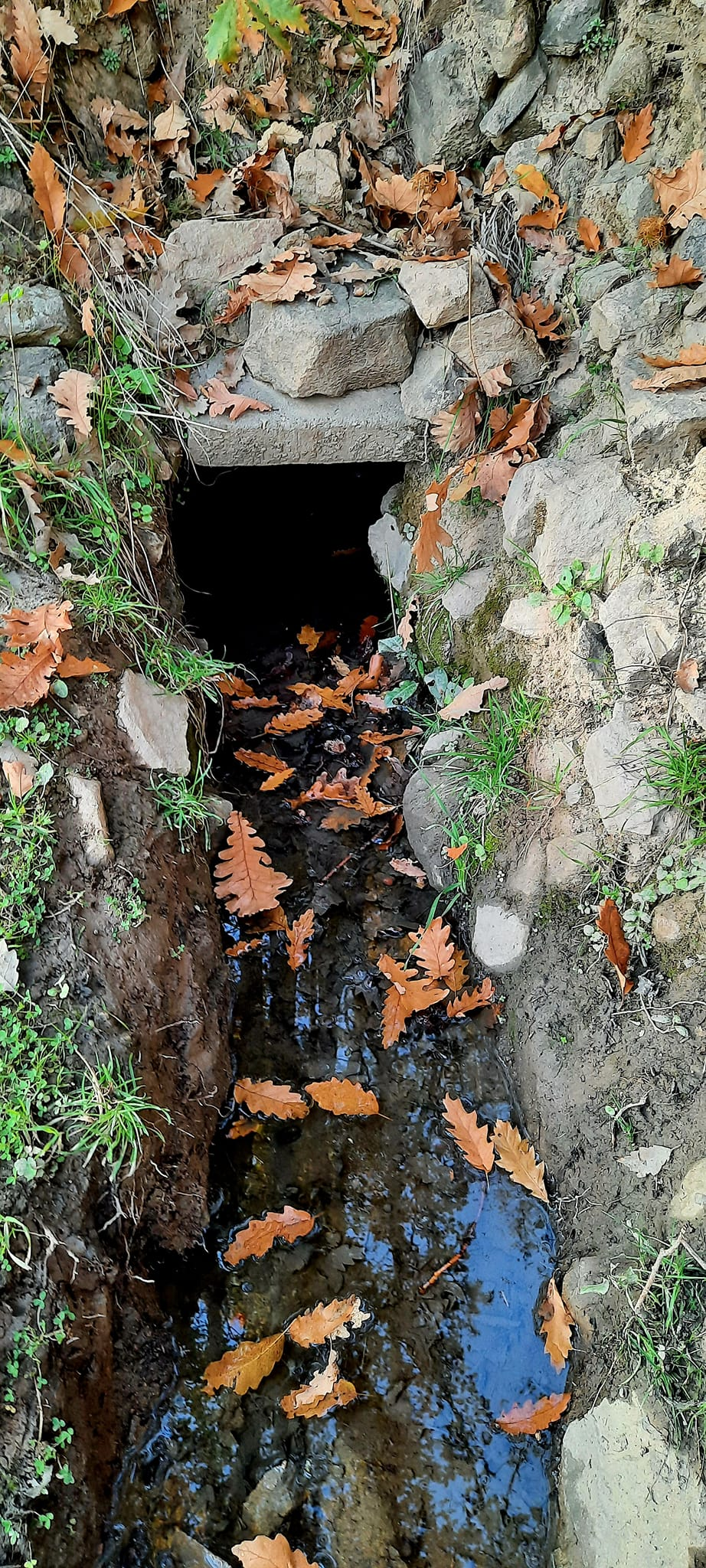
Izvorul din deal (foto:Cristian Belean)
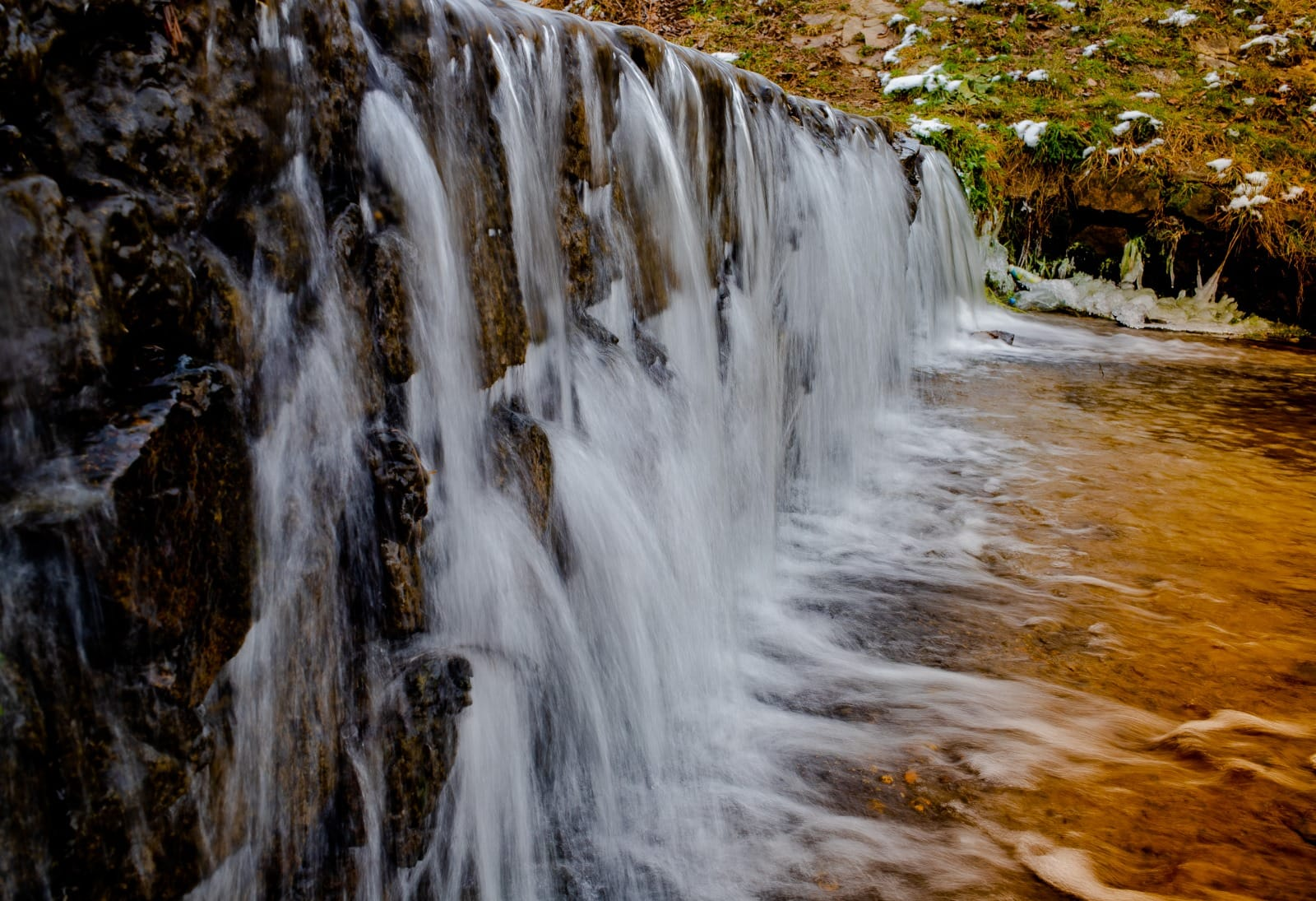
Cascada de pe vale (foto:Carmen Rogoveanu)